# アルバロ・レコバ
アルバロ・アレクサンデル・レコバ・リベロ（Álvaro Alexander Recoba Rivero, 1976年3月17日 - ）は、ウルグアイ・モンテビデオ出身の元サッカー選手、サッカー指導者。元ウルグアイ代表。現役時代のポジションはフォワード。
東アジア人のような顔立ちをしていることから、チーノ（el chino、「中国人」という意味）の愛称で呼ばれていた。

## クラブ経歴
ダヌービオFCでプロキャリアをスタートさせると、1996年にウルグアイのナシオナル・モンテビデオへ移籍。ここでの活躍が評価され、欧州ビッグクラブからも注目される存在となる。
1997年にインテル・ミラノへ移籍。8月31日、ホームのブレシア戦でデビューを飾ると試合終了間際10分間で2得点を挙げる活躍を見せた（後述）。その後は暫くは出番に恵まれずヴェネツィアにレンタル移籍するが、ここで本領を発揮。破壊力抜群のドリブルと創造性豊かなチャンスメイクで、獅子奮迅の凄まじい活躍を見せ、19試合に出場して11得点9アシストを記録。降格圏に沈んでいたチームを11位にまで引き上げ、セリエA残留に大きく貢献し、救世主と崇められた。正確無比な左足のキックを武器とするファンタジスタとしての天賦の才を世界中に知らしめる結果となった。
1999年にインテルに復帰し、2001年1月には2006年までの5年契約を結んだ。この間、ロナウド、ロベルト・バッジョ、イバン・サモラーノ、クリスティアン・ビエリら多くのFWが加入しては去っていったが、激しいポジション争いを潜り抜け、インテルの中心選手の一人として活躍した。しかし2000年代半ばに差し掛かると、年齢的な衰えから、ズラタン・イブラヒモビッチ、アドリアーノ、エルナン・クレスポらといった新加入の選手の台頭により出場機会は減っていった。レコバは出場機会の少ない事を理由に2006-07シーズン終了後にはクラブを去る意向を持つ様になった。
そして2007-08シーズン開幕直後に出場機会を求めてトリノFCへレンタル移籍。加入直後のレッジーナとの最初の試合では得点こそ無かったものの好パフォーマンスを見せ、12月19日のコッパ・イタリア、ASローマ戦では2得点を記録し3-1の勝利に貢献した。しかし幸先の良いスタートにも関わらず怪我の影響などもあって期待された活躍をする事は出来なかった。シーズン終了後にインテルとの契約が切れ、フリーの状態となっていたが、9月にギリシャのパニオニオスFCに移籍。しかし2009年12月中旬に双方合意で契約を解除し、12月24日、古巣のダヌービオFCに3年契約で復帰した。
2011年夏には、同じく古巣のナシオナル・モンテビデオに移籍。契約期間は3年間で契約満了となる2014年には一時、現役引退を示唆したが、ナシオナルから提示された1年間の契約延長に応じ、2015年6月に契約満了により退団。
以後はフリーとなっており、2015年10月に引退試合の開催を予告。40歳を迎えた2016年3月31日に親交のあった名選手達が集まって、レコバ・フレンズ対ナシオナル・モンテビデオの引退試合が開催（試合はナシオナルが勝利）、この試合をもって21年間に及んだ現役生活に終止符を打った。

## 代表経歴
ウルグアイ代表としては1995年1月18日に行われたスペイン代表との国際親善試合でデビュー。
2002 FIFAワールドカップ予選ではチームの中心選手として活躍し、大陸間プレーオフでオーストラリア代表を下して同国を3大会ぶりのワールドカップ出場に導いた。本大会では1次リーグ最終戦のセネガル代表戦で1得点を記録したが、試合は3-3で引き分けて0勝1敗2分に終わり、決勝トーナメントに進出する事は出来なかった。レコバが唯一出場したワールドカップであったが、ウルグアイのグループＡの予選は韓国で行われたため、日本でプレーすることなく終わった。
2006 FIFAワールドカップ南米予選では5位となり、2005年9月のプレーオフでは再びオーストラリア代表と対戦する事となった。しかし、今度はオーストラリア代表にPK戦の末に敗れ本大会出場を逃した。
所属するインテルでは出場機会に恵まれず不遇の日々を送っていたが、ウルグアイ代表には度々招集された。2007年にベネズエラで開催されたコパ・アメリカ2007にも出場し、同年7月10日に行われたブラジル代表戦を最後に代表引退をした。レコバはウルグアイ代表に選出されて以来、2007年までに69試合出場11得点を記録した。

## 引退後
引退後は、チャリティーマッチへの出場などの活動を行っている。フリーとなっていた2015年頃からナシオナルの会長選への出馬が取り沙汰されていたが、2017年2月16日にナシオナルの役員に就任したことが発表された。
2023年10月20日、ナシオナル・モンテビデオの監督に就任した。

## エピソード
長年クラブの会長を務め、インテルのパトロンであるマッシモ・モラッティはレコバの大ファンとして知られており、全盛期に数多くあった他クラブからのオファーをことごとく断っていたという。このことから、「モラッティの秘蔵っ子」ともしばしば称されていた。
趣味は寝ること。サッカーの次に好きなスポーツを睡眠と語っており、休日で予定のない時には夕方まで寝ているという。
典型的な天才肌の選手であり、インテルを指揮したアルベルト・ザッケローニは、「レコバは、枠内にシュートを打つように指示を受けると、枠をとらえることができなかった。練習が終わって、彼自身の意思でシュートを打つと、どこでも好きなコースに決めることができた。これがアルバロ・レコバという選手を総括していると思う。こういった選手は、ビッグクラブにおいて、重要な役割を担うことに苦労する。なぜなら波があるからだ。日々、モチベーションを保つことができない。自分が優れていることが分かっているからね。アルバロ自身もよく理解していたはずだ。自分自身が、わずかな者にしかないクオリティを持ち合わせていることをね。練習にやってきても、成長しようとか、安定してプレーできるようコンディションを整えようとか、そういうことはなかった。だから90分間プレーするのが難しかった」と語っている。
レコバの父ラウール・レコバは、お金には全く不自由していないが、息子や孫に、地に足の着いた生き方をしていることを示すために今でもタクシーの運転手をしている。これはウルグアイでは珍しいことではなくルイス・スアレスの父もタクシー運転手として働いている。

## 個人成績
| クラブ              | シーズン     | リーグ戦       | リーグ戦 | リーグ戦 | 国内カップ | 国内カップ | 国際大会 | 国際大会 | その他 | その他 | 合計 | 合計 |
| クラブ              | シーズン     | ディビジョン   | 出場     | 得点     | 出場       | 得点       | 出場     | 得点     | 出場   | 得点   | 出場 | 得点 |
| ------------------- | ------------ | -------------- | -------- | -------- | ---------- | ---------- | -------- | -------- | ------ | ------ | ---- | ---- |
| ダヌービオ          | 1994         | プリメーラ     | 14       | 6        | -          | -          | -        | -        | -      | -      | 14   | 6    |
| ダヌービオ          | 1995         | プリメーラ     | 20       | 5        | -          | -          | -        | -        | -      | -      | 20   | 5    |
| ダヌービオ          | 通算         | 通算           | 34       | 11       | -          | -          | -        | -        | -      | -      | 34   | 11   |
| ナシオナル          | 1996         | プリメーラ     | 20       | 8        | -          | -          | 2        | 0        | 7      | 6      | 29   | 14   |
| ナシオナル          | 1997         | プリメーラ     | 10       | 9        | -          | -          | 8        | 3        | -      | -      | 18   | 12   |
| ナシオナル          | 通算         | 通算           | 30       | 17       | -          | -          | 8        | 3        | 7      | 6      | 47   | 26   |
| インテル            | 1997-98      | セリエA        | 8        | 3        | 5          | 2          | 6        | 0        | -      | -      | 19   | 5    |
| インテル            | 1998-99      | セリエA        | 1        | 0        | 1          | 0          | 2        | 0        | -      | -      | 4    | 0    |
| インテル            | 1999-00      | セリエA        | 27       | 10       | 6          | 0          | -        | -        | 1      | 0      | 34   | 10   |
| インテル            | 2000-01      | セリエA        | 29       | 8        | 3          | 2          | 9        | 5        | -      | -      | 41   | 15   |
| インテル            | 2001-02      | セリエA        | 18       | 6        | 0          | 0          | 4        | 0        | -      | -      | 22   | 6    |
| インテル            | 2002-03      | セリエA        | 27       | 9        | 1          | 0          | 14       | 3        | -      | -      | 42   | 12   |
| インテル            | 2003-04      | セリエA        | 19       | 8        | 3          | 0          | 7        | 3        | -      | -      | 29   | 11   |
| インテル            | 2004-05      | セリエA        | 13       | 3        | 4          | 2          | 5        | 1        | -      | -      | 22   | 6    |
| インテル            | 2005-06      | セリエA        | 20       | 5        | 2          | 0          | 7        | 1        | 1      | 0      | 30   | 6    |
| インテル            | 2006-07      | セリエA        | 13       | 1        | 3          | 0          | 2        | 0        | -      | -      | 18   | 1    |
| インテル            | 通算         | 通算           | 175      | 53       | 28         | 6          | 56       | 13       | 2      | 0      | 261  | 72   |
| ヴェネツィア (loan) | 1998-99      | セリエA        | 19       | 11       | 0          | 0          | -        | -        | -      | -      | 19   | 11   |
| トリノ (loan)       | 2007-08      | セリエA        | 22       | 1        | 2          | 2          | -        | -        | -      | -      | 24   | 3    |
| パニオニオス        | 2008-09      | スーパーリーグ | 14       | 4        | 2          | 1          | -        | -        | -      | -      | 16   | 3    |
| パニオニオス        | 2009-10      | スーパーリーグ | 5        | 0        | 0          | 0          | -        | -        | -      | -      | 5    | 0    |
| パニオニオス        | 通算         | 通算           | 19       | 4        | 2          | 1          | -        | -        | -      | -      | 21   | 5    |
| ダヌービオ          | 2009-10      | プリメーラ     | 13       | 5        | -          | -          | -        | -        | -      | -      | 13   | 5    |
| ダヌービオ          | 2010-11      | プリメーラ     | 18       | 5        | -          | -          | -        | -        | -      | -      | 18   | 5    |
| ダヌービオ          | 通算         | 通算           | 31       | 10       | -          | -          | -        | -        | -      | -      | 31   | 10   |
| ナシオナル          | 2011-12      | プリメーラ     | 23       | 7        | -          | -          | 1        | 0        | 1      | 1      | 25   | 8    |
| ナシオナル          | 2012-13      | プリメーラ     | 21       | 5        | -          | -          | 9        | 1        | -      | -      | 30   | 6    |
| ナシオナル          | 2013-14      | プリメーラ     | 19       | 2        | -          | -          | 3        | 0        | 1      | 0      | 23   | 2    |
| ナシオナル          | 2014-15      | プリメーラ     | 17       | 2        | -          | -          | 1        | 0        | 1      | 0      | 19   | 2    |
| ナシオナル          | 通算         | 通算           | 80       | 16       | -          | -          | 14       | 1        | 3      | 1      | 97   | 18   |
| キャリア通算        | キャリア通算 | キャリア通算   | 413      | 123      | 32         | 9          | 78       | 17       | 5      | 1      | 528  | 150  |

## 代表歴

### 出場大会
- ウルグアイ代表

1997年 - コパ・アメリカ1997（グループステージ敗退）
1997年 - FIFAコンフェデレーションズカップ1997（4位）
2002年 - 2002 FIFAワールドカップ（グループステージ敗退）
2007年 - コパ・アメリカ2007（4位）

### 試合数
- 国際Aマッチ 68試合10得点（1995年-2007年）[3]

| ウルグアイ代表 | 国際Aマッチ | 国際Aマッチ |
| 年             | 出場        | 得点        |
| -------------- | ----------- | ----------- |
| 1995           | 2           | 0           |
| 1996           | 3           | 3           |
| 1997           | 12          | 3           |
| 1998           | 0           | 0           |
| 1999           | 2           | 0           |
| 2000           | 8           | 0           |
| 2001           | 11          | 1           |
| 2002           | 7           | 1           |
| 2003           | 8           | 0           |
| 2004           | 4           | 0           |
| 2005           | 6           | 1           |
| 2006           | 0           | 0           |
| 2007           | 5           | 1           |
| 通算           | 68          | 10          |

### 得点
| #  | 開催日         | 開催地                                           | 対戦国           | スコア | 結果 | 大会                                 |
| -- | -------------- | ------------------------------------------------ | ---------------- | ------ | ---- | ------------------------------------ |
| 1  | 1996年7月11日  | 北京市、北京工人体育場                           | 中国             | 1-0    | 1-1  | 親善試合                             |
| 2  | 1996年8月25日  | 大阪市、長居陸上競技場                           | 日本             | 1-1    | 3-5  | 親善試合                             |
| 3  | 1996年8月25日  | 大阪市、長居陸上競技場                           | 日本             | 3-4    | 3-5  | 親善試合                             |
| 4  | 1997年6月15日  | スクレ、エスタディオ・オリンピコ・パトリア       | ベネズエラ       | 1-0    | 2-0  | コパ・アメリカ1997                   |
| 5  | 1997年9月10日  | リマ、エスタディオ・ナシオナル                   | ペルー           | 1-0    | 1-2  | 1998 FIFAワールドカップ・予選        |
| 6  | 1997年12月17日 | リヤド、キング・ファハド国際スタジアム           | 南アフリカ共和国 | 2-1    | 4-3  | FIFAコンフェデレーションズカップ1997 |
| 7  | 2000年2月17日  | マルドナド、エスタディオ・ドミンゴ・ブルゲーニョ | ハンガリー       | 1-0    | 2-0  | 親善試合                             |
| 8  | 2001年9月4日   | リマ、エスタディオ・ナシオナル                   | ペルー           | 2-0    | 2-0  | 2002 FIFAワールドカップ・予選        |
| 9  | 2002年6月11日  | 水原市、水原ワールドカップ競技場                 | セネガル         | 3-3    | 3-3  | 2002 FIFAワールドカップ              |
| 10 | 2005年10月12日 | モンテビデオ、エスタディオ・センテナリオ         | アルゼンチン     | 1-0    | 1-0  | 2006 FIFAワールドカップ・予選        |
| 11 | 2007年6月2日   | シドニー、スタジアム・オーストラリア             | オーストラリア   | 2-1    | 2-1  | 親善試合                             |

## 獲得タイトル
- UEFAカップ：1998
- コッパ・イタリア：2004-2005, 2005-2006
- セリエA：2005-2006、2006-2007